# Pablo García Casado
Pablo García Casado (Córdoba, 13 de mayo de 1972) es un poeta español.

## Biografía
Pablo García Casado se licenció en Derecho por la Universidad de Córdoba.
Su primer poemario, Las afueras, recibió el I Premio Ojo Crítico de Poesía convocado por el programa cultural de RNE, y fue finalista del Premio Nacional de Poesía.
Ha publicado los libros Las afueras (DVD Ediciones, Barcelona, 1997); El mapa de América (DVD Ediciones, Barcelona, 2001); Dinero (DVD Ediciones, Barcelona, 2007); Fuera de Campo (Visor, Madrid, 2013); García (Visor, Madrid, 2015); La cámara te quiere (Visor, Madrid, 2019); Cada uno es mucha gente (Visor, Madrid, 2025). Ha publicado también la novela La madre del futbolista (Visor, Madrid, 2022)
Su obra aparece recogida en diversas antologías de poesía en español y ha sido traducida a diversas lenguas. Doctor en Patrimonio, actualmente ejerce su actividad profesional en la Filmoteca de Andalucía.

## Publicaciones
Poemarios
- Las afueras (Barcelona, DVD, 1997; segunda edición, 2001; tercera edición, 2007). Poesía, 80 páginas, ISBN 84-922016-3-0
  - Edición polaca: "Peryferie", Fundacja im. Karpowicza, Wrocław 2014, traducción de Marcin Kurek, 80 páginas, ISBN 83-85468-12-9
- El mapa de América (Barcelona, DVD, 2001). Poesía, 48 páginas, ISBN 84-95007-54-1
- Dinero (Barcelona, DVD, 2007). Poesía, 60 páginas, ISBN 987-84-96238-67-1
  - Edición polaca (bilingue): "Pieniądze/Dinero", slowo/obraz terytoria, Gdansk 2011, traducción de Marcin Kurek, 95 páginas, ISBN 978-83-7453-035-4
- Fuera de campo (Madrid, Visor, 2013).
- García (Madrid, Visor, 2015).
- La cámara te quiere (Madrid, Visor, 2019).
- La Madre del Futbolista (Madrid, Visor, 2022).
- Cada uno es mucha gente (Madrid, Visor, 2025).

Inclusiones en antologías poéticas
- Feroces: muestra de las actitudes radicales, marginales y heterodoxas en la última poesía española (sel. Isla Correyero; Barcelona, DVD, 1998). 416 páginas, ISBN 84-95007-05-3
- La generación del 99: antología crítica de la joven poesía española (ed. José Luis García Martín; Oviedo, Nobel, 1999). 493 páginas, ISBN 84-89770-80-8
- Poesía espanhola. Anos 90 (ed. Joaquim Manuel Magalhães; Lisboa, Relógio d'Água, 2000).
- Yo es otro. Autorretratos de la nueva poesía (ed. Josep M. Rodríguez; Barcelona, DVD, 2001). 96 páginas, ISBN 84-95007-50-9
- Veinticinco poetas españoles jóvenes (ed. Ariadna G. García, Guillermo López Gallego y Álvaro Tato; Madrid, Hiperión,
- Edad presente: poesía cordobesa para el siglo XXI 2003). 480 páginas, ISBN 84-7517-778-6 (ed. Javier Lostalé; Sevilla, Fundación José Manuel Lara, 2003). 272 páginas, ISBN 84-96152-09-X